# Marigny, Manche
Marigny är en kommun i departementet Manche i regionen Normandie i norra Frankrike. Kommunen ligger i kantonen Marigny som tillhör arrondissementet Saint-Lô. År 2018 hade Marigny 2 356 invånare.

## Befolkningsutveckling
Antalet invånare i kommunen Marigny
| Referens: INSEE |